# William R. Thompkins

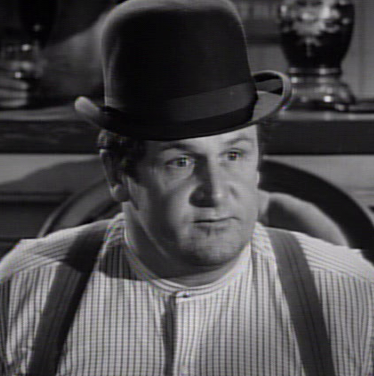
William R. Thompkins

William Riddle Thompkins Jr., auch bekannt als Bill Cutter, (* 21. April 1925 in Tacoma, Washington, Vereinigte Staaten; † 18. September 1971 in Coupeville, Washington, Vereinigte Staaten) war ein US-amerikanischer Schauspieler und Stuntman.

## Leben
William R. Thompkins wurde 1925 in Tacoma, im US-Bundesstaat Washington als Sohn von William Riddell Thompkins Sr. (1897–1984) und seiner Frau Hannah Mary Fisher Thompkins (1899–1963) geboren. Er besuchte die Coupeville High School.
1959 bis 1964 hatte Thompkins mit 93 Folgen in der Fernsehserie Tausend Meilen Staub sein Fernsehdebüt. 1964 hatte er seine erste Filmrolle in Für eine Handvoll Dollar. Er heiratete am 21. Februar 1959 in Fauntleroy, Washington Janet M. Martin Thompkins. Später wurden sie geschieden. Er starb vier Tage nach einem Autounfall und wurde auf dem Sunnyside Cemetery bestattet.

## Filmografie
- 1959–1964: Tausend Meilen Staub (Rawhide, Fernsehserie, 93 Folgen)
- 1964: Für eine Handvoll Dollar (Per un pugno di dollari)